# 446 Aeternitas
446 Aeternitas је астероид главног астероидног појаса са пречником од приближно 45,40 km.
Афел астероида је на удаљености од 3,134 астрономских јединица (АЈ) од Сунца, а перихел на 2,439 АЈ.
Ексцентрицитет орбите износи 0,124, инклинација (нагиб) орбите у односу на раван еклиптике 10,625 степени, а орбитални период износи 1699,560 дана (4,653 године).
Апсолутна магнитуда астероида је 8,90 а геометријски албедо 0,236.
Астероид је откривен 27. октобра 1899. године.